# 懼高症
是恐懼症的一種，指對身處一定程度以上的高度感到恐懼，症狀為在高處時陷入恐慌，呼吸加速手足無措無法對週遭事物做正常反應而呆在高處下不來，除了視覺造成的效果，從高處落下的體驗（如雲霄飛車）也會引起懼高症的發作。
这样的情况下，人会感觉到腿部发软、呼吸加快、体液分泌变多、手脚大量出汗、头脑发晕、乏力等感觉和症状，但离开该视觉环境后，上述症状多数迅速减轻。主要分为从视觉和心理导致的不适症状，和从高空落下时身体和心理产生的不适症状两种。
少數人是站在距地面二層樓高的地方，向下望，就會產生恐懼心理。大多數人是在四層樓高或以上，才會產生恐懼心理。